# Thứ tự nổ

Trong động cơ bốn xi lanh thẳng hàng này, thứ tự nổ có thể là thứ tự 1–3–4–2.

Thứ tự đánh lửa hay còn gọi là thứ tự nổ (tiếng Anh: firing order) là trình tự đánh lửa cho các xi lanh trong động cơ đốt trong.
Trong những động cơ đánh lửa bằng tia lửa điện như động cơ xăng, thứ tự nổ tương ứng với thứ tự hoạt động của bugi. Trong động cơ diesel, thứ tự nổ tương ứng với trình tự phun nhiên liệu vào mỗi xi lanh. Động cơ bốn thì cũng phải xác định thời gian mở van tương ứng với thứ tự nổ, vì van không mở và đóng trong mỗi hành trình.
Thứ tự nổ ảnh hưởng đến độ rung, âm thanh và độ đồng đều của công suất động cơ. Thứ tự nổ cũng ảnh hưởng đến thiết kế trục khuỷu.
Trên động cơ xăng 4 máy loại thẳng hàng thường là thứ tự 1-3-4-2 hoặc 1-2-4-3.